# Creelman MacArthur
Creelman MacArthur (12 juin 1874 - 27 décembre 1943) fut un sénateur dans le Parlement du Canada représentant l'Île-du-Prince-Édouard. Il était un homme d'affaires à Summerside.
Né et éduqué à Summerside, il était le fils de Jeremiah MacArthur et d'Ellen Donald. MacArthur fut marié deux fois : à Hannah Lois Beattie en 1899 et à Muriel Mabel Lee en 1937. Il fut élu au conseil de la ville de Summerside en 1915 jusqu'en 1919 alors qu'il devint un membre libéral de l'Assemblée législative pour la circonscription de 5e Prince. Il démissionnât de son siège en 1925 quand le premier ministre du Canada, William Lyon Mackenzie King, le nommât au Sénat du Canada.
MacArthur promouvait son île comme une destination touristique. Il a construit une maison d'été à Foxley River où il recevait des visiteurs souvent, incluant, pendant l'été de 1933, les officiers et les maîtres de la sloop de la Royal Navy, HMS Scarborough.
Il mourut en fonction à Summerside à l'âge de 69 ans.
Sa fille Constance a marié John David Stewart.